# ایجرولا
ایجرولا (به ایتالیایی: Agerola) یک سکونتگاه مسکونی در ایتالیا است که در استان ناپل واقع شده‌است.

## خصوصیات
ایجرولا ۱۹٫۶ کیلومترمربع مساحت و ۷٬۳۹۲ نفر جمعیت دارد و ۶۳۰ متر بالاتر از سطح دریا واقع شده‌است.